# رونالد سينغ واي ليو
رونالد سينغ واي ليو (بالإنجليزية: Ronald S.W. Lew)‏ هو قاضي ومحامي أمريكي، ولد في 19 سبتمبر 1941 في لوس أنجلوس في الولايات المتحدة.
عقب تخرجه من جامعة لويولا ماريمونت، التحق بكلية القانون بجامعة ساوثرن ويسترن، غير أن مساره الدراسي قد انقطع بعد استدعاءه للخدمة بالجيش الأمريكي، ليستأنف بعد ذلك دراسته و يقبل بممارسة القانون سنة 1971.